# Sphagnum delamboyense
Sphagnum delamboyense är en bladmossart som beskrevs av Schäfer-verwimp 1998. Sphagnum delamboyense ingår i släktet vitmossor, och familjen Sphagnaceae. Inga underarter finns listade i Catalogue of Life.